# Jean III de Bueil
Pour les autres membres de la famille, voir Famille de Bueil.
Pour les articles homonymes, voir Jean de Bueil et Bueil.
Jean III de Bueil (vers 1340 - le 6 novembre 1405) (Jean III dans la généalogie traditionnelle ; Jean (IV) dans la généalogie des Bueil rénovée par R. C. Famiglietti), chevalier, seigneur de Bueil et La Marchère, et par acquisition : sire ou baron de Montrésor (par achat vers 1378), Mirebeau (par don viager du duc Louis Ier d'Anjou vers 1379/1382), Pocé et La Varenne (par achat en 1382 à Guy II de Chauvigny de Châteauroux), de Saint-Calais (par achat vers 1391/1393,), de Courcillon, Château-Fromont, Véretz et des dîmes de Vouvray (par héritage de son oncle maternel Pierre d'Avoir vers 1393/1395) ; Chambellan du roi (Charles V puis Charles VI), de Louis Ier duc d'Anjou, enfin du duc de Touraine et d'Orléans, gouverneur du Mans et d'Angers (1369), capitaine-châtelain de Chinon et Loches (1379), sénéchal de Beaucaire en 1374-1377, sénéchal de Toulouse en 1377-1378 et 1379-1380, maître des Arbalétriers en 1396-1398.

## Biographie
Jean III (ou IV) était fils de Jean II (ou III) de Bueil et de Jeanne d'Avoir.
Il succède à son père en 1366 (voir l'article Jean II).
Fin mai 1369, Jean de Kerlouët et Jean de Bueil battent les troupes de Simon Burley. Jean bat Pembroke à Purnon, fin décembre. 
En 1370, il apporte environ 600 hommes en renfort pour la défense de Saumur, ville assiégée par les troupes anglaises. Avec ces derniers, Robert de Sancerre repoussa les Anglais. En août 1373, non loin de Laon, Bueil bat une compagnie d'anglais de l'armée de Lancastre et du duc de Bretagne. Le 21 septembre, lors du combat d'Ouchy en Soissonnais, Bueil bat un détachement anglais commandé par Walter Hewitt ; celui-ci trouve la mort dans l'engagement (cf. Lancastre).
Vers le 22 août 1377, le duc d'Anjou demande à Bueil, qui est à La Réole, d'apporter des machines de siège, dont une appelée la Truye, sorte de bélier poussé, dit Froissart, par plus de cent hommes, pour abattre les murailles de Bergerac. Pour ce faire, celui-ci doit passer le Dropt sur un long pont de pierre, sis devant la bastide d'Eymet. Prévenu, c'est ici que Thomas Felton, sénéchal de Bordeaux, tente une embuscade au convoi, avec 700 hommes, à l'entrée d'Eymet ; le 1er septembre, quand les 800 français arrivent, il s'ensuit une dure bataille que remporte Jean de Bueil. De nombreux soldats anglais et surtout gascons se noyèrent dans le Dropt au lieu-dit le Gua de Roupy, à l'entrée sud d'Eymet. Felton fut capturé avec les sires de Duras, de Rauzan et de Montferrand, bientôt libérés contre rançon. Le convoi reprit sa route et la truye se trouva bloquée à la porte Sud d'Eymet, trop étroite, qu'il fallut en partie abattre. 
Jean III épouse Isabeau, fille de Philippe de La Roche.
Le 13 février 1372 n.st. (nouveau style, c'est-à-dire ici avec l'année civile commençant au 1er janvier comme dans les calendriers julien et grégorien, et non en mars comme pratiqué souvent au Moyen Age et dans les anciens calendriers romains), le pape Grégoire XI accorde à Isabeau « la faculté de se faire donner l'absolution plénière à l'article de la mort ». Elle est encore en vie en 1398.

## Enfants
Jean III (ou IV) eut 5 enfants de sa femme Isabeau de La Roche :
- Pierre de Bueil (mort entre mai 1380 et le 5 septembre 1383), écuyer dans la compagnie de gens d'armes de son oncle homonyme Pierre de Bueil, chevalier, en mai 1380, ayant déjà épousé, par un « traictié » de mariage en date de l'an 1378 « ou environ », Anglésie — alias Englese, Engloise et, en latin, Anglesa et Englesia — de Lévis (dame de Florensac en partie ; qualifiée de « niepce » — nièce peut alors s'entendre dans le sens actuel, mais aussi comme petite-cousine ; pour le site Racines&Histoire  sa sœur[12] — de Thibaut II de Lévis, un des petits-fils de Guy III de Lévis, seigneur de Lapenne {Ariège} et de Montbrun[-Bocage] {Haute-Garonne}, qui n'est plus en vie fin juillet 1391 : † dès 1387 ?)[13]. Elle survit à Pierre et meurt sans postérité avant ledit Thibaut. En 1391, Jean, seigneur de Bueil, comparaît au Parlement de Paris pour passer un accord avec Jeanne de Narbonne-Lara-Montagnac, petite-fille d'Amalric II vicomte de Narbonne (-Lara) et nièce héritière de Thibaut II de Lévis seigneur de Montbrun, relatif aux promesses faites lors du contrat de mariage de son « filz » Pierre de Bueil et de la dite « Englese »[14].
- Jean IV (ou V) (tué en 1415 à Azincourt), seigneur de Bueil, époux de Marguerite-Dauphine d'Auvergne-Sancerre et père de Jean V (amiral de France, comte de Sancerre).
- Jeanne de Bueil, qui épouse Jean, seigneur de L'Ile-Bouchard, Doué, Rochefort et Gençay († 1415 à Azincourt, possiblement avec leur fils Jean de L'Isle-Bouchard, qui avait un fils naturel, aussi nommé Jean). Dans son testament, en date du 6 juillet 1422, Jeanne fait un legs à son « oncle » l'évêque d'Angers (Hardouin de Bueil, 1347-1439) et nomme ses exécuteurs testamentaires : Catherine, dame de Villaines, sa « sœur » ;  Marie de Bueil, dame du Bois, sa « cousine germaine » ; Jean, seigneur de Fontaines, « fils de la dite dame Marie » ; et ledit évêque d'Angers[15]. La fille de Jeanne de Bueil et Jean de L'Isle-Bouchard, 
  - Catherine de L'Isle-Bouchard, † 1472, épousa 1° Jean des Roches, 2° Hugues de Chalon, comte de Tonnerre, qui lui laissa Selles, 3° Pierre II de Giac, et 4° Georges Ier de La Trémoille (postérité de cette dernière union : Louis XV en descend au moins deux fois).
- Marie de Bueil, qui épouse avec postérité Bertrand (Berthelon, Berthelot) de La Haye, seigneur de Passavant, Mallièvre et Mortagne, qui naquit au plus tôt en 1369 et † vers 1394/1395 ; Marie n'est plus en vie fin août 1396[16].
- Catherine de Bueil, qui épouse en 1409, Pierre IV seigneur de Villaines et prince d'Yvetot († 1415 à Azincourt), fils de Pierre "le Bègue" de Villaines († ~1406). D'après son contrat de mariage, Catherine est qualifiée de sœur du seigneur de Bueil alors en vie[17].